# Mississauga
Mississauga (pronuncia: mɪsɪˈsɒɡə, dalla parola anishinaabe Misi-zaagiing che significa "Questo alla foce del grande fiume") è una città del sud della provincia dell'Ontario.
È situata nella Municipalità Regionale di Peel, nella parte ovest dell'area metropolitana di Toronto. È la sesta città del paese per popolazione, che è quasi raddoppiata negli ultimi due decenni.

## Geografia fisica
Mississauga copre 288,84 km quadrati e ha 13 km di costa sul lago Ontario. Mississauga confina a ovest con Oakville e Milton, con Brampton a nord, con Toronto a est e con il lago Ontario a sud.
Il fiume principale è il Credit River, che sfocia nel lago Ontario.

## Storia
Fu fondata dagli inglesi il 2 agosto 1805 e ha ricevuto lo status di città nel 1974. Sviluppato come un sobborgo di Toronto, Mississauga ha conosciuto una crescita dovuta ad ampie opportunità di lavoro. La città ha cercato di creare un'immagine distintiva per se stessa, nel corso degli ultimi anni, attraverso l'ammodernamento urbanistico e la creazione di nuovi edifici simbolo. Grande distretto aziendale-finanziario del Canada, è sede di principali aziende internazionali, tra cui Hewlett-Packard, Microsoft, Pepsi, General Electric, Siemens, Fujitsu, Wal-Mart. La città è al centro di un importante snodo autostradale, offrendo così un rapido accesso ai mercati principali del Canada e quelli del nord-est e del Midwest degli Stati Uniti; e vi si trova anche l'Aeroporto Internazionale di Toronto-Pearson, il più trafficato del paese.

## Amministrazione
Mississauga ha avuto solo quattro sindaci: Martin Dobkin (1974-1976), Ron Searle (1976-1978), Hazel McCallion (1978-2014), Bonnie Crombie (2014-in carica).
Hazel McCallion, nata nel 1921, ha vinto ogni campagna elettorale dal 1978 al 2010 e viene chiamata "Hurricane Hazel" ("Uragano Hazel") per via della sua forza politica, venendo paragonata all'uragano che nel 1954 ha devastato la città di Toronto. È tra i sindaci che hanno conservato il proprio mandato da più tempo avendo avuto, nel 2010, la dodicesima e ultima riconferma.
Il consiglio comunale è formato dal sindaco e da undici consiglieri, che rappresentano gli undici quartieri della città. Il palazzo comunale è stato costruito nel 1987, è alto 92 metri e ha vinto una competizione internazionale di design. Il palazzo ha la forma di una fattoria futuristica, la torre dell'orologio ha la forma di un mulino a vento, il palazzo principale ha la forma di una casa, la camera del consiglio comunale ha la forma cilindrica di un silo e l'edificio pentagonale assomiglia a un fienile.